# حلاوة الروح (فلم)
حلاوة الروح هو فيلم دراما مصري إنتاج 1990 من إخراج أحمد فؤاد درويش ، بطولة: كمال الشناوي، وصفية العمري، ومحيي إسماعيل، وفريدة سيف النصر، ومحمد خيري، وأحمد ماهر.

## القصة
يتولى لواء الشرطة (همت) سياسة هدم نفسية الشباب الثائر، وتحطيمه من الداخل، ولا يلبث أن يجد همت ضالته التي تحقق وتنفذ سياسته في الشاويش (عباس). يلقى المساجين السياسيون ألوانًا شتى من العذاب والهوان على يديه ومن بينهم الدكتور (شوقي). ومع تطور الأحداث السياسية في البلد يتم الإفراج عن شوقي، ويُستبعد اللواء همت عن منصبه، وتتدهور حالة عباس بعد إدمانه المخدرات، فتستنجد زوجته (نور) بالدكتور شوقي دون أن تعلم أنه ضحية من ضحاياه، فيجد شوقي نفسه مشتتا بين رغبة الانتقام وبين ضميره المهني.

## وصلات خارجية
- مقالات تستعمل روابط فنية بلا صلة مع ويكي بيانات